# Fiat 3 ½ HP
El Fiat 3 ½ HP (a veces llamado Fiat 3,5 y Fiat 4 HP) fue el primer modelo de automóvil construido por la entonces naciente fábrica italiana de Turín, Fiat, entre 1899 y 1900.

## Historia del proyecto

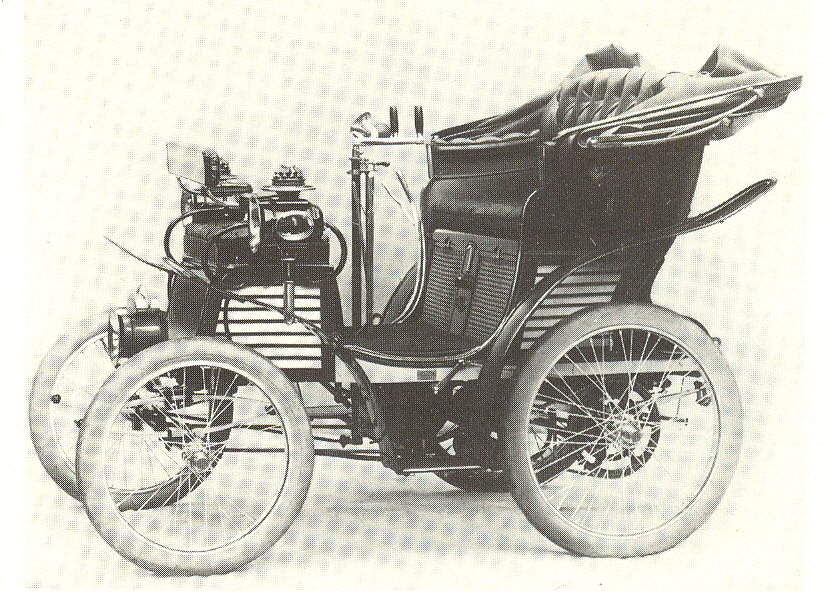
Fiat 3 ½ HP (1899)

Hacia finales del siglo XIX, el creciente interés por la industria automovilística en Europa, también llegó a Italia. En la última década de 1890, el ingeniero de Verona, Enrico Bernardi, inventó un pequeño triciclo de gasolina, hasta la fecha considerado el primer automóvil italiano, cuya producción fue iniciada por la empresa Miari & Giusti en 1894.
El 11 de julio de 1899, una decena de aristócratas piamonteses, que compartían su pasión por el automovilismo, constituyeron en Turín la fábrica Fiat (acrónimo de Fabbrica Italiana Automobili Torino) y a finales de ese mismo año, comenzaron la producción de su primer modelo, el Fiat 3½ HP.
Este primer modelo se deriva del Welleyes, automóvil diseñado por el ingeniero Aristide Faccioli y construido artesanalmente por la empresa Accomandita Ceirano & C, que fue adquirida por la naciente Fiat.

## Características
Este vehículo tenía el motor situado en la parte trasera. Se trataba de un motor bicilíndrico, refrigerado por agua a través de un radiador o serpentina que funcionaba únicamente cuando el vehículo estaba en movimiento. Sus prestaciones eran 657 cc con una potencia efectiva de cerca de 4½ CV, aunque a efectos fiscales se le reconoció una potencia de 3½ CV a 400 rpm, permitiendo una velocidad máxima de 35 km/h.
Poseía caja de cambios manual de 3 velocidades sin marcha atrás, transmisión de cadena, y doble sistema de frenos en las ruedas traseras.
No poseía volante, se conducía por medio de unas cuerdas de forma similar a las correas de un caballo.
Aún tratándose de un vehículo de cuatro plazas, se trataba de un automóvil compacto, con una distancia entre ejes de 1470 mm. Este modelo consumía 8 litros cada 100 km.

## Producción
En 1899 se produjeron 8 unidades y en 1900 los últimos 18 ejemplares, haciendo un total de 26 unidades construidas. De todas ellas, al menos sobreviven 4 unidades:
- dos en Italia, en el museo del automóvil de Turín y el Centro Storico Fiat.
- uno en Reino Unido, en el National Motor Museum de Beaulieu.
- uno en Estados Unidos, en el Museo de Ford de Dearborn, en Míchigan.[1][2]

## Galería

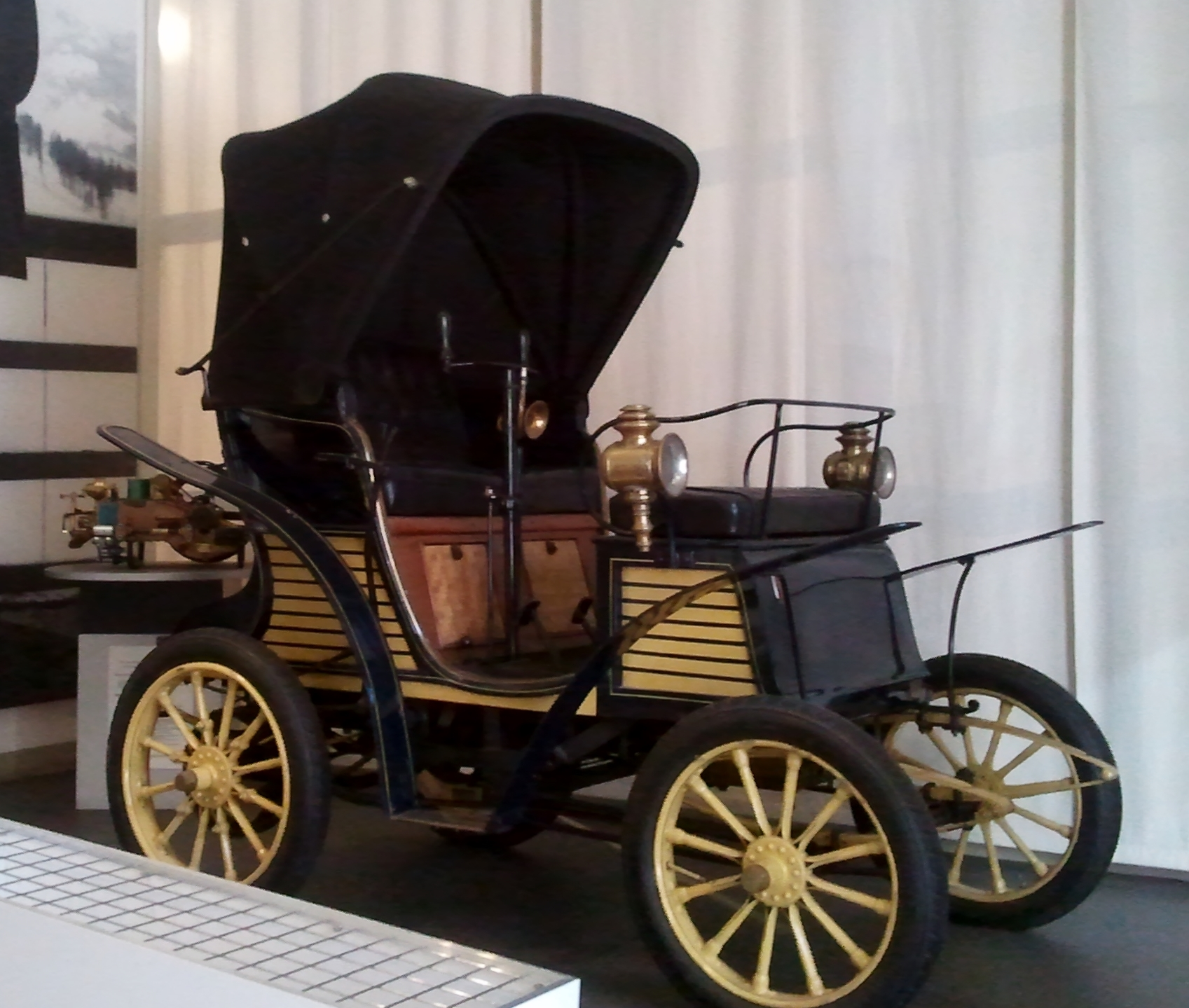
Fiat 3 ½ HP.
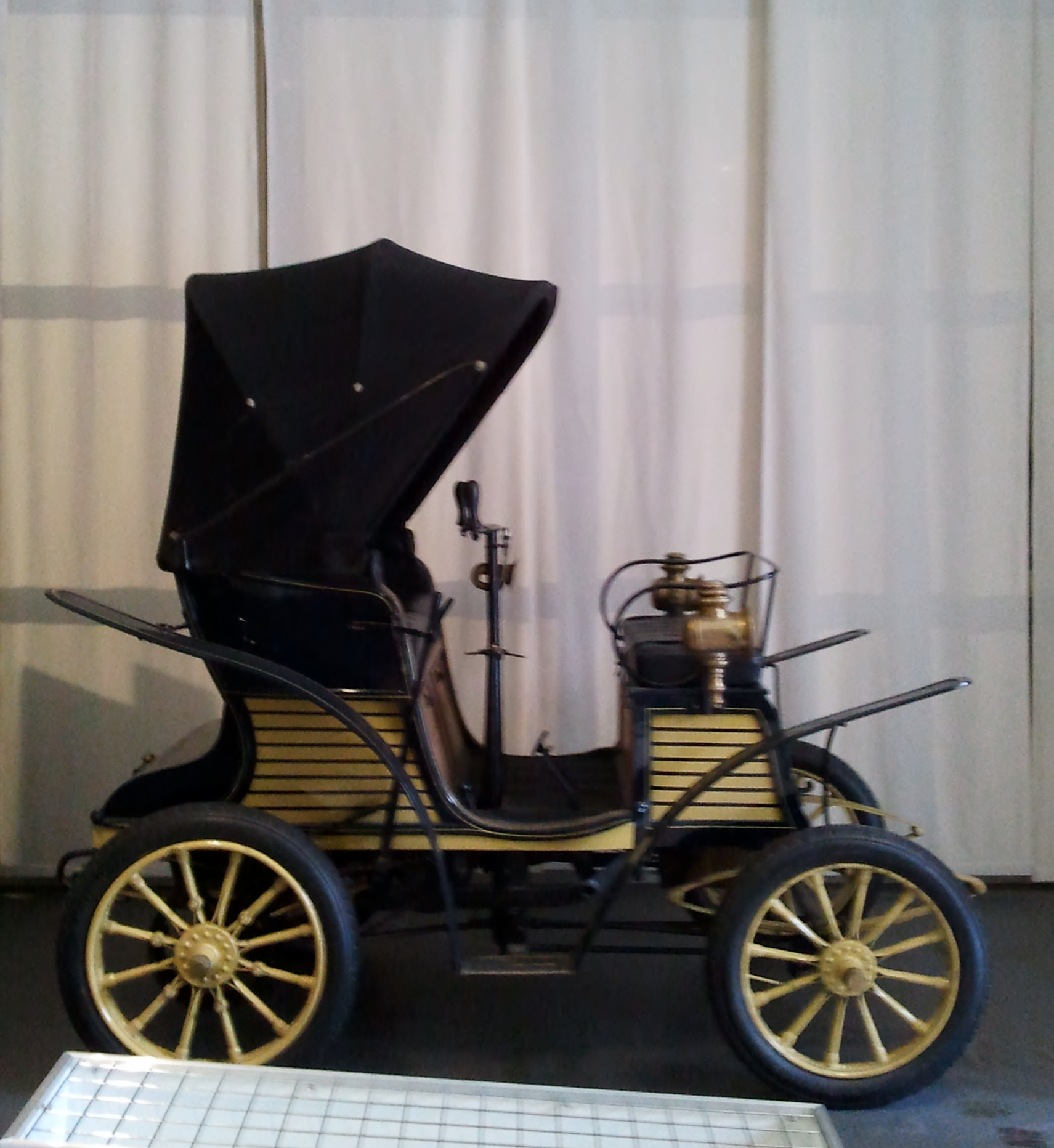
Fiat 3 ½ HP.
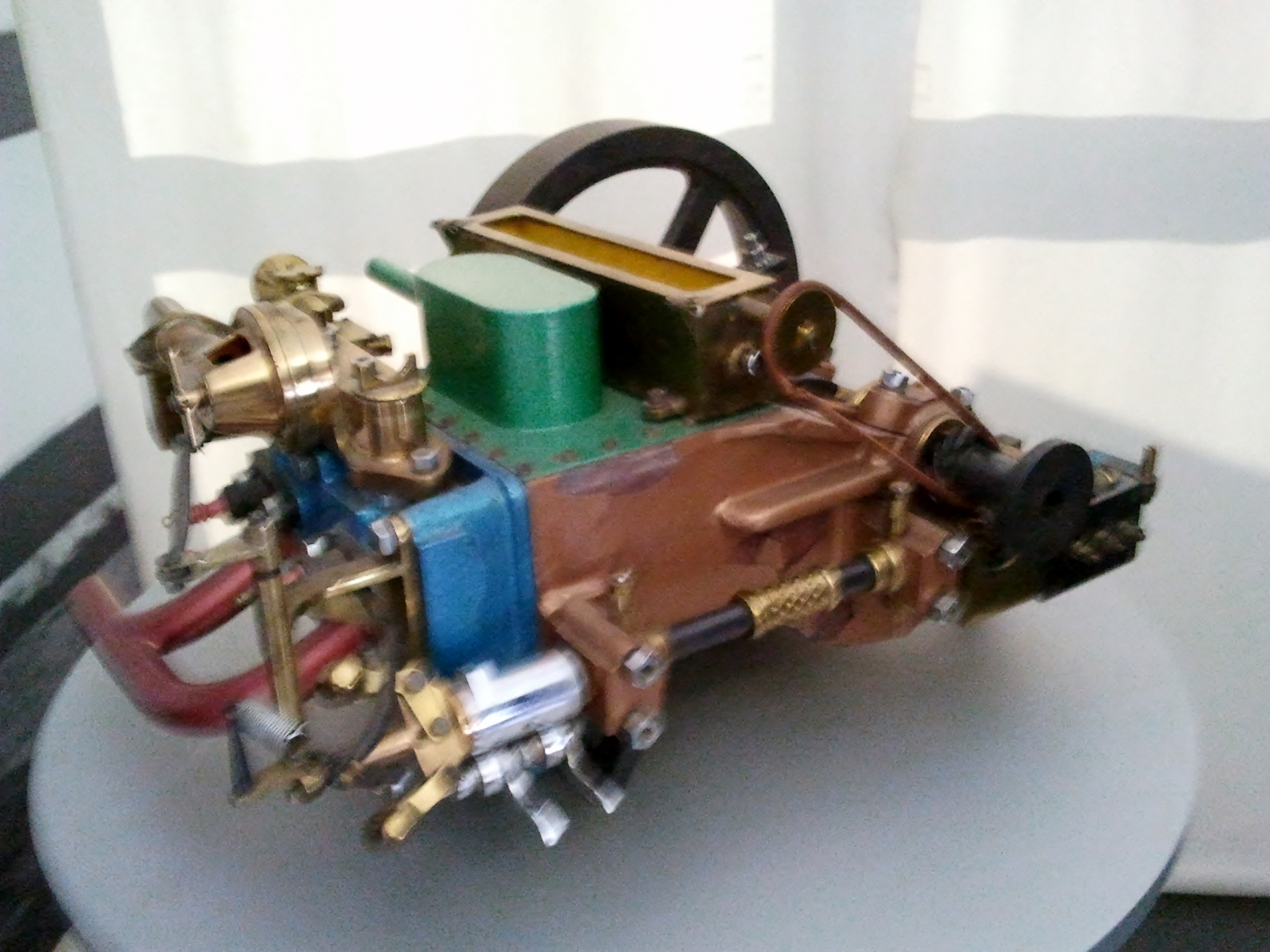
Fiat 3 ½ HP (motor).
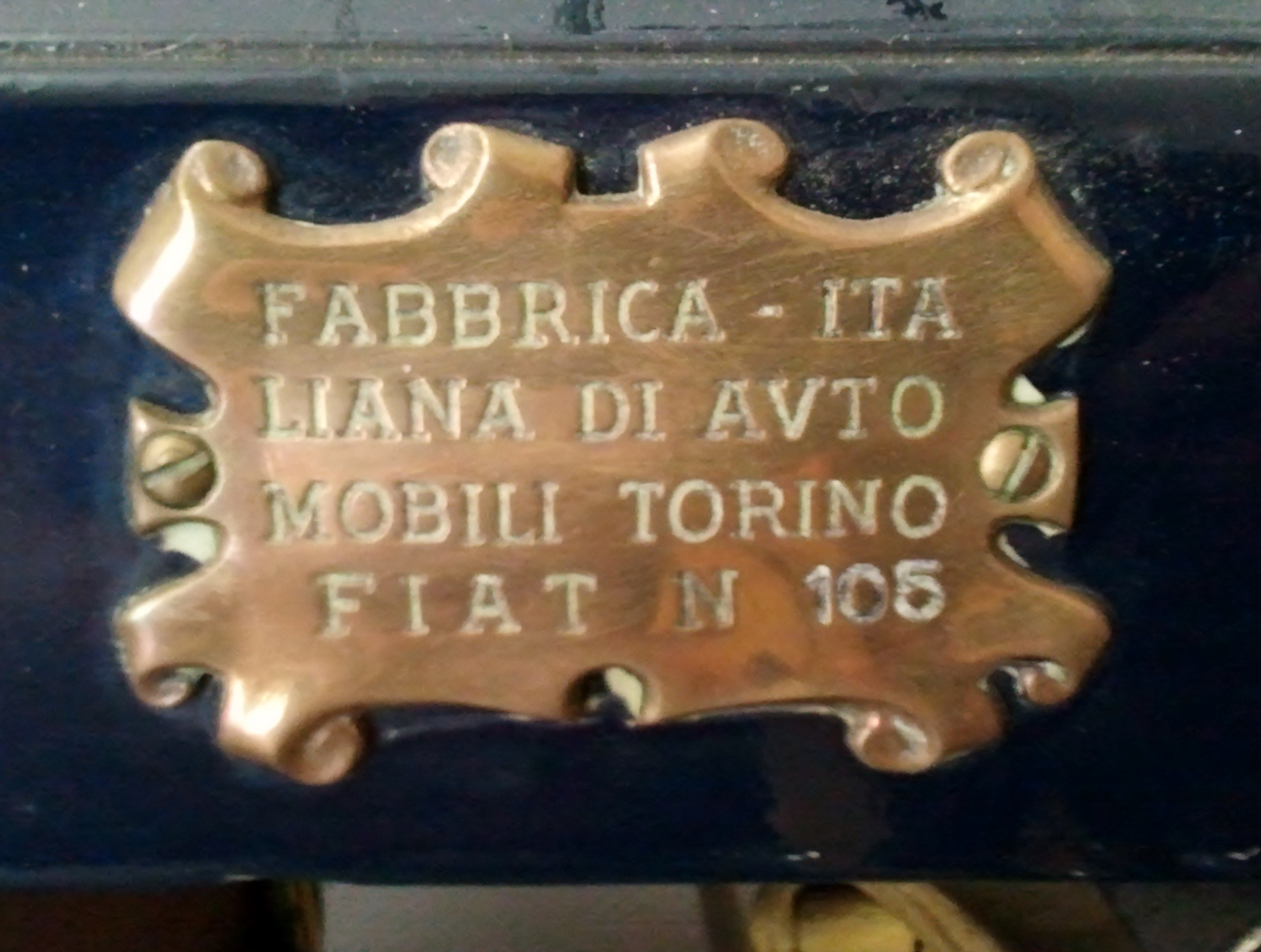
Fiat 3 ½ HP (logotipo).